# Sidi Amar (Tipaza)
Sidi Amar (în arabă سيدي عمر) este o comună din provincia Tipaza, Algeria.
Populația comunei este de 13.332 de locuitori (2008).